# Acianthera punicea
Acianthera punicea é uma espécie de orquídea (Orchidaceae) que existe no Equador, antigamente pertencia ao gênero Pleurothallis.

## Publicação e sinônimos
- Acianthera punicea (Luer) Pridgeon & M.W.Chase, Lindleyana 16: 246 (2001).

Sinônimos homotípicos:
- Pleurothallis punicea Luer, Selbyana 1: 270 (1975).